# (4423) Golden
(4423) Golden es un asteroide que forma parte del cinturón exterior de asteroides y fue descubierto el 4 de abril de 1949 por el equipo del Indiana Asteroid Program desde el Observatorio Goethe Link de Brooklyn, Estados Unidos.

## Designación y nombre
Golden fue designado al principio como 1949 GH.
Más adelante, en 1999, se nombró en honor del filántropo y asesor científico estadounidense William T. Golden (1909-2007).

## Características orbitales
Golden está situado a una distancia media del Sol de 3,387 ua, pudiendo acercarse hasta 3,08 ua y alejarse hasta 3,694 ua. Su inclinación orbital es 19,3 grados y la excentricidad 0,09063. Emplea 2277 días en completar una órbita alrededor del Sol.

## Características físicas
La magnitud absoluta de Golden es 11,5 y el periodo de rotación de 10,51 horas.